# 谷仓星

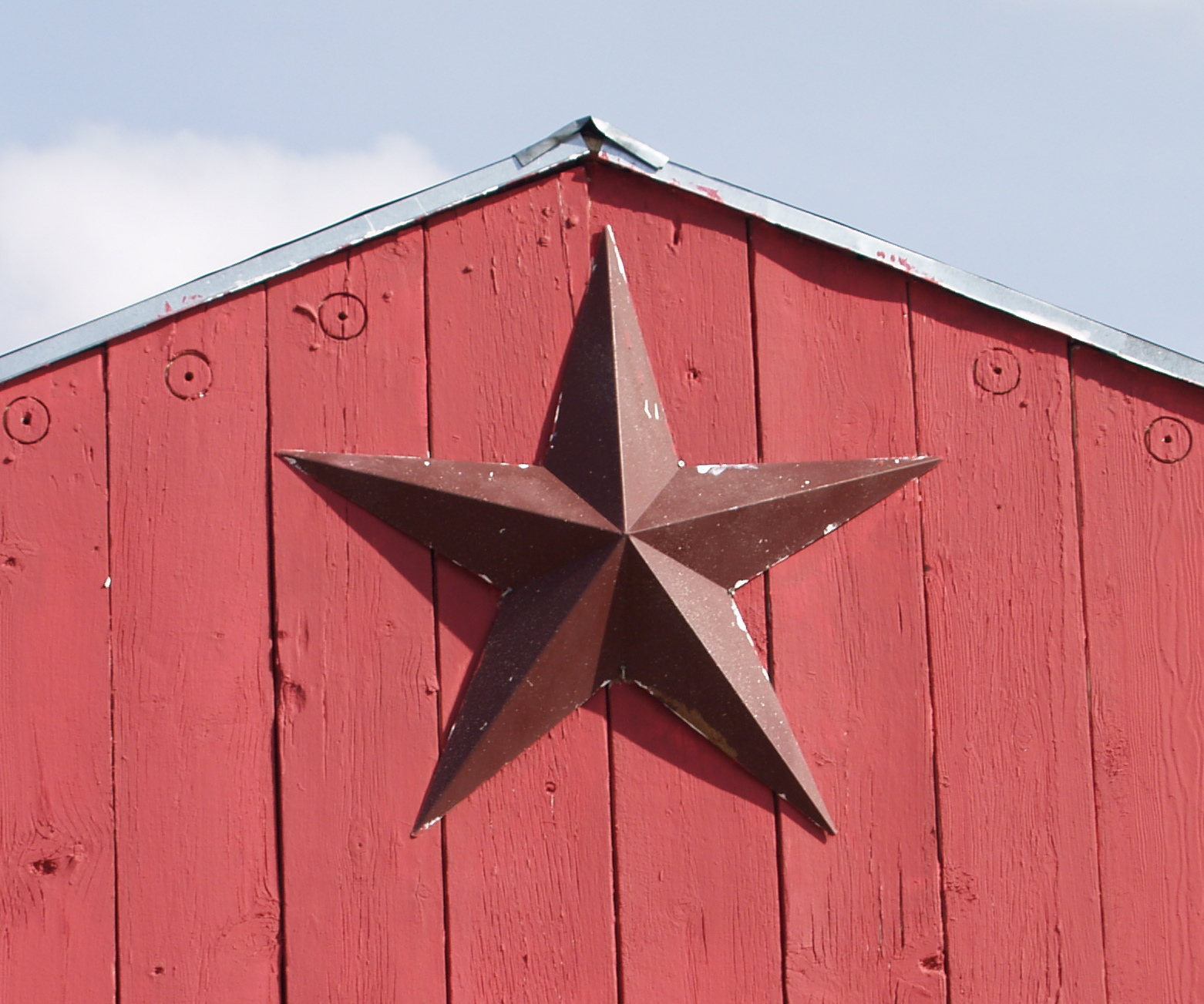
谷仓星

谷仓星（Barnstar）是一种彩绘的物体，通常是五角星的形状，谷仓星在美国的一些地方用于装饰穀倉。谷仓星被认为可以帶來好運，类似于安装在建築物门口的马蹄铁。谷仓星在宾夕法尼亚州特别常见，人們经常在德裔美国人的农业社区看到谷仓星的身影。在加拿大，特别是在安大略省，也能看到谷仓星。